# Castletown (Dorset)

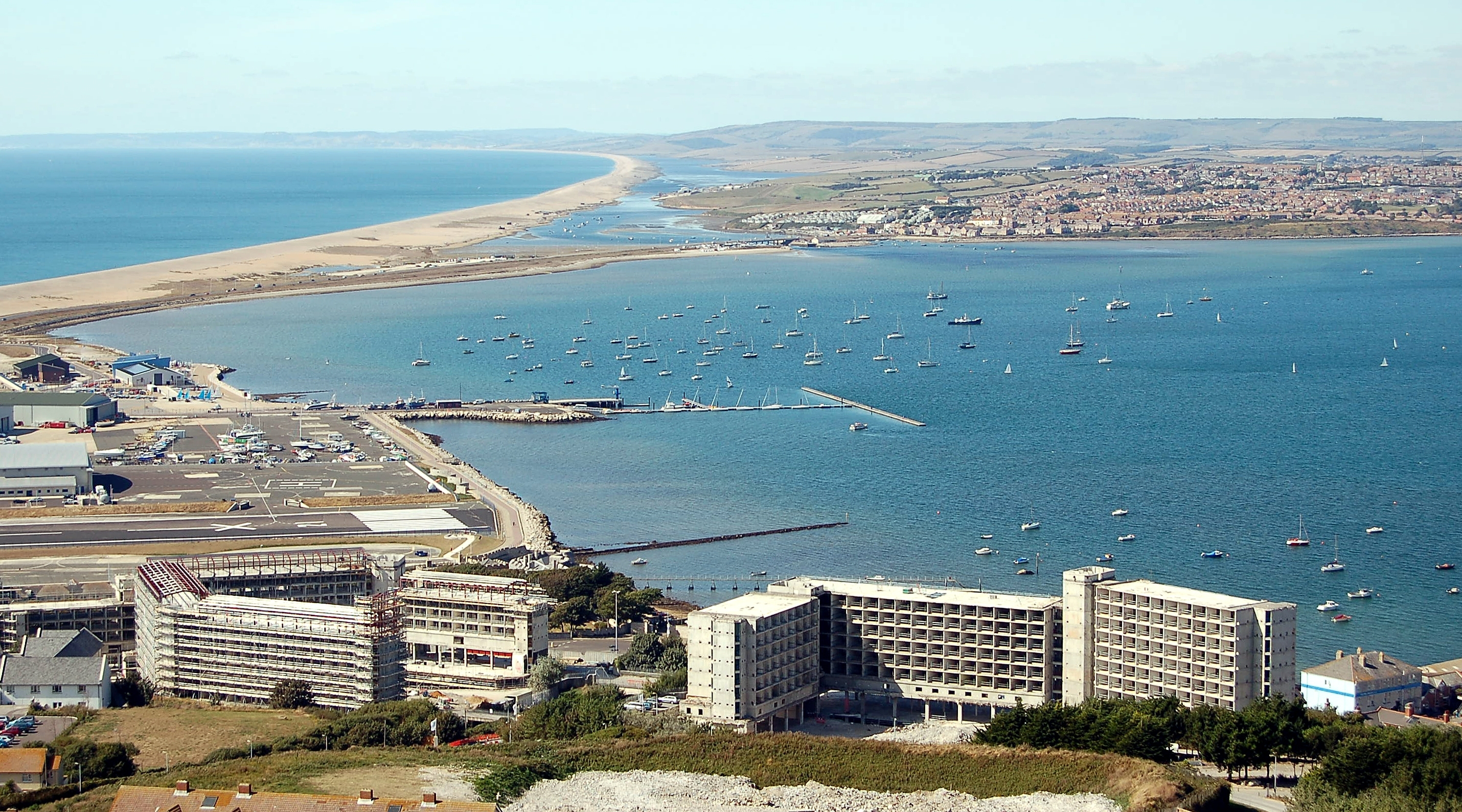
Castletown y el Puerto de Pórtland vistos desde The Verne. La Academia Nacional de Navegación y el Castillo de Pórtland están en la izquierda. Los edificios de primer plano son antiguos edificios navales, ahora convertidos en departamentos lujosos.

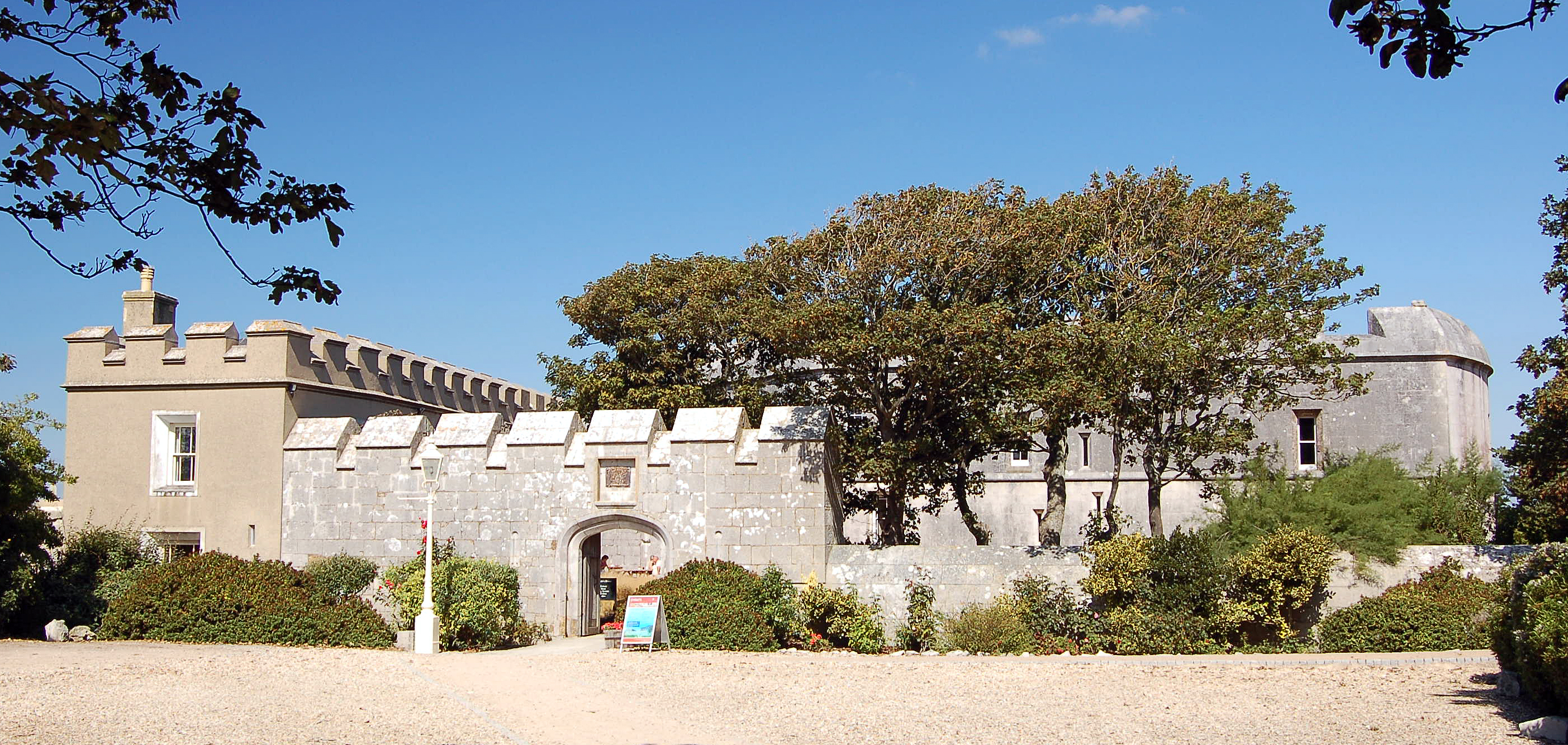
Entrada del Castillo de Pórtland.

Castletown es un pequeño pueblo costero de playas arenosas en Underhill en la isla de Pórtland (Dorset, Inglaterra), situado 16 km al sur de Dorchester, la capital del condado. El pueblo en sí mismo se ubica a orillas del Puerto de Pórtland e incluye el castillo del mismo nombre y la Academia Nacional de Navegación. Castletown tiene una larga historia naval, y la Marina Real tuvo bases en el puerto hasta 1999. Actualmente, el puerto es comercial aunque siguen amarrándose en él barcos de la Real Flota Auxiliar.